# Two Seconds (album)
Two Seconds is het tweede muziekalbum van de combinatie Guill & Jem. Guill staat voor Guillaume Cazenave en Jem voor Jeremy Morris. Het album bevat een mix van psychedelische rock en progressieve rock, waarbij sommige tracks instrumentaal zijn. De muziek ademt een sfeer uit van begin jaren 70. Guillaume Cavenaze genoot enige bekendheid in verband met zijn samenwerking met Anthony Phillips.

## Musici
- Cazenave, Morris – zang, gitaar, keyboards, percussie

## Composities
1. Saved by the Bell 3:45
2. Mirror: Open the Door to Love 1:58
3. In Love with You 1:36
4. If I Could 2:58
5. Instrumental Misterioso 2:36
6. Never Ends at Night 1:54
7. Snowfall 2:29
8. Tell Me How 2:26
9. Teardrop Explosions 6:22
10. High Rider 11:47
11. Sweet Peace 2:25
12. 2 Seconds with Beat 0:02